# Madrid Cómico
Madrid Cómico fue una revista semanal publicada en Madrid entre 1880 y 1923, de tono satírico, castizo y festivo. La publicación, de carácter antimodernista, contó con abundantes caricaturas e ilustraciones. Clarín publicó en ella sus conocidos «paliques».

## Historia
Su estilo ha sido calificado como «explosivo» y «directo», con tono jocoso y un «carácter alegre y festivo» y de «humor castizo». Se ha dicho de ella que «marcó un punto de inflexión en la publicación de historietas en España». Botrel le atribuye un carácter «castellano-centrista» en el tratamiento de la realidad española, desde una óptica castiza madrileña.

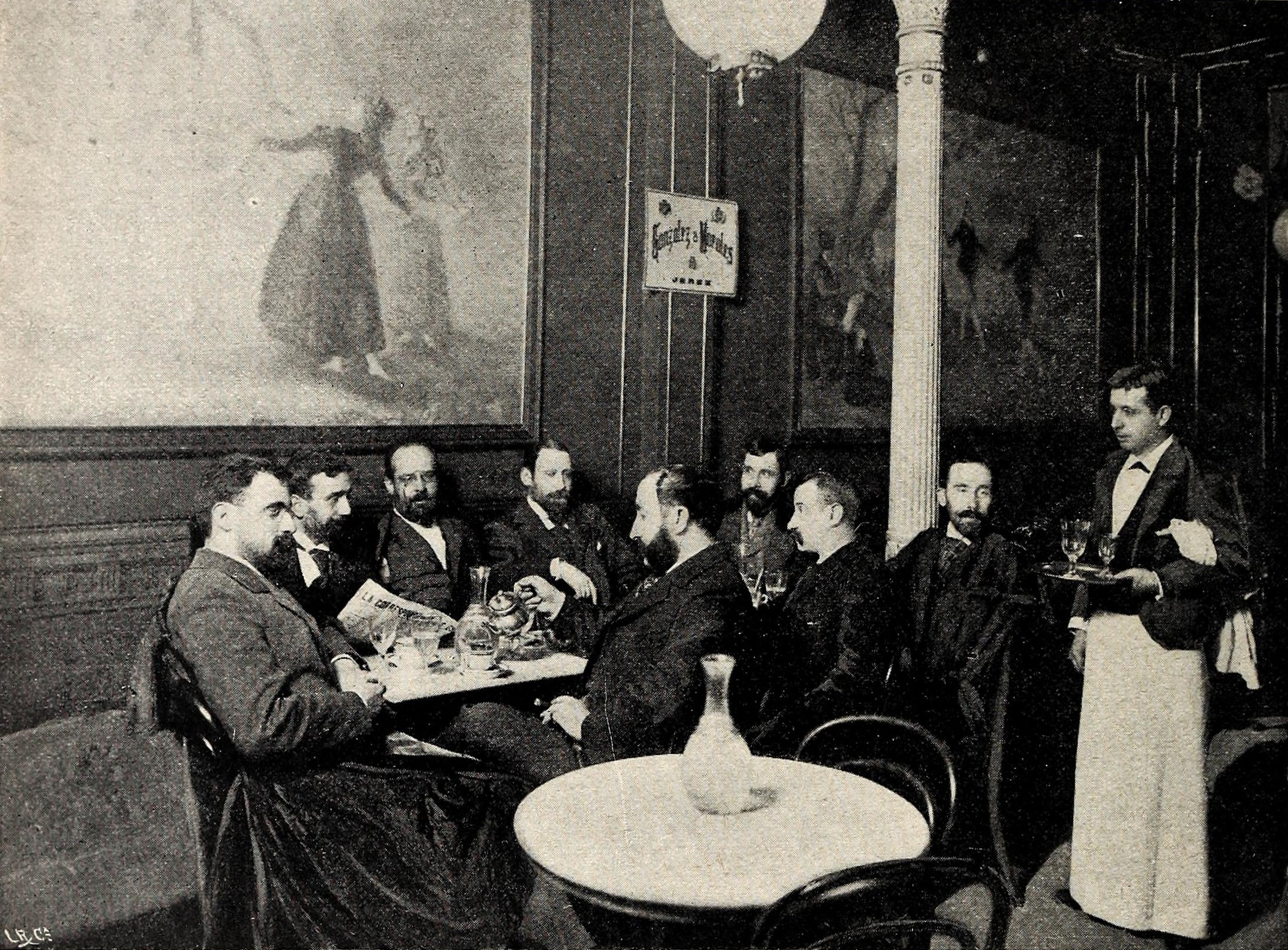
«La peña de Madrid Cómico», fotografía de Franzen (Blanco y Negro, 9 de mayo de 1896), en la que aparecen Juan Pérez Zúñiga, Sinesio Delgado, Ramón Cilla, Emilio Sánchez Pastor, José López Silva y Amalio Fernández.

La revista tuvo un impás entre el 16 de julio de 1881 y el 25 de febrero de 1883, periodo durante el cual se suspendió la publicación de ejemplares.
Madrid Cómico, del que Domingo Paniagua señaló que «se identificaba con la vieja barbacana desde la que se disparaba zafiamente contra todo lo que significara modernismo», fue dirigido entre otros por Miguel Casañ, Sinesio Delgado y Luis Ruiz de Velasco.
Entre 1886 y 1897 contó con una tirada de 6000-7500 ejemplares. Disponía de una sección de crítica literaria, denominada «Palique», a cargo de Leopoldo Alas «Clarín», que emitía ataques muy duros contra distintos escritores de la época.
Francesc Fontbona ha apuntado que hacia 1898 la publicación experimentaría, bajo la dirección de Ruiz de Velasco, cierta «catalanización artística», con la aparición de ilustraciones de artistas de esta región, etapa esta sin embargo de breve duración.

## Colaboradores
En lo que respecta al apartado gráfico de la revista figurarían en sus páginas dibujos e ilustraciones de artistas como Ramón Cilla, Ernesto Pérez Donaz, Eduardo Sáenz Hermúa «Mecachis», Pedro Antonio Villahermosa «Sileno», Eduardo Sojo «Demócrito», Ramón López Montenegro «Cyrano», Tomás Leal da Câmara, Pedro de Rojas, Francisco Sancha, Javier Gosé, Miquel Utrillo, Santiago Rusiñol, Alexandre de Riquer, Ramón Pichot, Ramón Casas, Isidro Nonell o Ricardo Marín, entre otros muchos.
Además del citado Clarín, entre los articulistas y escritores que participaron en la revista se encuentran nombres como los de Ricardo de la Vega, José Jackson Veyán, Vital Aza, Antonio Fernández Grilo, Manuel del Palacio, Emilia Pardo Bazán, Miguel Ramos Carrión o Miguel Echegaray.